# Anatomija dr. Tulpa
Lekcija anatomije dr. Nicolaesa Tulpa je Rembrandtova oljna slika na platnu iz leta 1632, ki je shranjena v muzeju Mauritshuis v Haagu na Nizozemskem. Prvotno je bila slika ustvarjena, da bi prikazala Ceh kirurgov v njihovi sejni sobi.  Slika velja za eno Rembrandtovih zgodnjih mojstrovin.
V delu je prikazan Nicolaes Tulp, ki razlaga muskulaturo roke skupini zdravnikov. Gledalci so različni zdravniki, ki so plačali provizije za vključitev v sliko. Slika je signirana v zgornjem levem kotu Rembrandt. f[ecit] 1632. To je morda prvi primer, ko je Rembrandt podpisal sliko s svojim imenom (v izvirni obliki) v nasprotju z monogramom RHL (Rembrandt Harmenszoon iz Leidna), in je tako znak njegove naraščajoče umetniške samozavesti.

## Ozadje
Dogodek lahko datiramo na 31. januar 1632: amsterdamski ceh kirurgov, katerega uradni mestni anatom je bil Tulp, je dovolil le eno javno seciranje na leto, truplo pa bi moralo biti truplo usmrčenega zločinca.
Pouk anatomije je bil v 17. stoletju družabni dogodek, ki je potekal v predavalnicah, ki so bile pravzaprav gledališča, ob plačilu vstopnine pa so se ga lahko udeležili študenti, kolegi in širša javnost. Gledalci so temu družabnemu dogodku primerno oblečeni. Domneva se, da sta bili skrajno zgornji (brez držanja papirja) in skrajna leva figura sliki dodani pozneje.
Vsakih pet do deset let je ceh kirurgov naročil portret vodilnega portretista tega obdobja; Rembrandt je bil za to nalogo naročen, ko je bil star 25 let in je na novo prispel v Amsterdam. To je bilo njegovo prvo večje naročilo v Amsterdamu. Vsak od moških, vključenih v portret, bi plačal določeno vsoto denarja, da bi bil vključen v delo, bolj osrednje figure (v tem primeru Tulp) pa so verjetno plačale več, celo dvakrat več. Rembrandtov anatomski portret je radikalno spremenil konvencije žanra, tako da je v središče podobe vključil truplo v polni velikosti (z uporabo Kristusove ikonografije) in ustvaril ne le portret, temveč dramatično mizansceno. Rembrandtova podoba je fikcija; pri tipični lekciji anatomije bi kirurg začel z odpiranjem prsne votline in prsnega koša, ker notranji organi tam najhitreje propadajo.
Ena oseba manjka: preparator, katerega naloga je bila pripraviti telo na pouk. V 17. stoletju pomemben znanstvenik, kot je bil Tulp, ne bi bil vpleten v nizkotno in krvavo delo, kot je seciranje, in takšne naloge bi bile prepuščene drugim. Zaradi tega na sliki niso prikazani rezalni instrumenti. Namesto tega vidimo v spodnjem desnem kotu ogromen odprt učbenik anatomije, verjetno De Humani Corporis Fabrica Libri Septem (Tkanina človeškega telesa) iz leta 1543 Andreasa Vesaliusa.

## Truplo
Truplo je zločinca Arisa Kindta (alias Adriaan Adriaanszoon), ki je bil obsojen zaradi oboroženega ropa in obsojen na smrt z obešenjem. Usmrčen je bil prej na isti dan kraja dogodka. Obraz trupla je delno zasenčen, kar kaže na umbra mortis (senco smrti), tehniko, ki naj bi jo Rembrandt pogosto uporabljal.
Francoski umetnostni zgodovinar Jean-Marie Clarke nakazuje, da ima popek trupla obliko velike črke R, in to ugotovitev povezuje z dejstvom, da je Rembrandt leta 1632 intenzivno delal na svojih podpisih, pri čemer je zaporedoma uporabljal tri vrste, preden se je odločil za zadnjo, prvo oblika imena leta 1633.
Kindt je bil obravnavan v romanu The Rings of Saturn iz leta 1999 W. G. Sebalda in ima pomembno vlogo v romanu Lairda Hunta The Exquisite iz leta 2006. Pisateljica in novinarka Nina Siegal v svojem romanu The Anatomy Lesson iz leta 2014 pripoveduje življenjsko zgodbo Arisa Kindta na podlagi dokumentov o njegovi kriminalni zgodovini, ki jih je odkrila v amsterdamskem mestnem arhivu.
Medicinski specialisti so komentirali natančnost mišic in kit, ki jih je naslikal 26-letni Rembrandt. Kje je dobil takšno znanje, ni znano; možno je, da je podrobnosti prepisal iz anatomskega učbenika. Toda leta 2006 so nizozemski raziskovalci poustvarili prizor z moškim truplom, pri čemer so razkrili več neskladij izpostavljene leve podlakti v primerjavi s pravim truplom.
V študiji iz leta 2007 so ameriški umetnik in anatom David J. Jackowe in njegovi kolegi dokazali, da je skrivnostna bela vrvica, ki poteka vzdolž ulnarnega dela zapestja in mezinca trupla, za katero so dolgo mislili, da je različica ulnarnega živca ali umetniška napaka, je najverjetneje tetiva variantne mišice podlakti, akcesornega abduktorja digiti minimi.

## Sorodna dela
Anatomska lekcija dr. Deijmana, ki jo je Rembrandt naslikal leta 1656, je bila namenjena za prikaz v Anatomski dvorani v Amsterdamu poleg Tulpove lekcije anatomije. Deijman je bil Tulpov neposredni naslednik na mestu prelectorja chirugic et anatomie. Slika je bila poškodovana v požaru leta 1723, ohranjen je le osrednji fragment.
Okrog leta 1856 je Édouard Manet obiskal Haag in naredil majhno kopijo Lekcije anatomije v olju na plošči. Manet je sliko, ki je bila široko naslikana v omejeni paleti, dal svojemu zdravniku Françoisu Siredeyju.
Manj podrobna kopija Lekcije anatomije dr. Nicolaesa Tulpa neznanega umetnika visi v Edinburghu kot del zbirke likovnih umetnosti Univerze v Edinburghu.
Klinika Gross iz leta 1875 in Klinika Agnew iz leta 1889 sta sliki ameriškega umetnika Thomasa Eakinsa, ki obravnavata podobno temo, operacije na živih pacientih v prisotnosti študentov medicine.
Leta 2010 je Yiull Damaso ustvaril parodijo na sliko, ki prikazuje ugledne Južnoafričane. Nelson Mandela je bil truplo, Nkosi Johnson je bil inštruktor, študenti pa so bili Desmond Tutu, F. W. de Klerk, Thabo Mbeki, Jacob Zuma, Cyril Ramaphosa, Trevor Manuel in Helen Zille. Afriški nacionalni kongres je delo obsodil kot nespoštljivo do Mandele, rasistično in kulturno neobčutljivo za afriške tabuje o prikazovanju živih ljudi kot mrtvih.
Slika iz leta 2012 The Anatomy Lesson of Dr Freeman avtorice Susan Dorothea White se sklicuje na Rembrandtovo kompozicijo, vendar vsakega od opazovalcev prikazuje kot anatomski presek in okostje v sodobnem univerzitetnem laboratoriju; ogromno knjigo zamenja računalniški zaslon, tabelo v ozadju pa projekcijsko platno; popravljena je orientacija tetive na levi podlakti trupla.

## V popularni kulturi
The Body Snatcher (1945) citira ta prizor, ko dr. Macfarlane secira truplo pred svojimi študenti medicine.
V filmu Asterix and the Soothsayer (1972) sta se Uderzo in Goscinny sklicevala na sliko na dnu strani 10, kjer liki opazujejo iztrebljanje ribe.
Video igra Deus Ex: Human Revolution iz leta 2011 se sklicuje na sliko tako v portretih v igri, ki jih je mogoče najti na steni kot v določenem kinematografskem napovedniku, ki prikazuje glavnega protagonista Adama Jensena kot truplo, medtem ko dr. Nicolaes in njegovi študenti preučujejo njegovo zoglenele in uničene roke, ki se v dejanski zgodbi amputirajo in nadomestijo z mehanskimi udi.
V nemškem filmu Barbara iz leta 2012 je prizor, v katerem zdravnik kolegici (glavni junakinji) ponudi svojo interpretacijo slike, ko ta opozori na netočnost leve roke Arisa Kindta.
O sliki se pogovarjata pripovedovalec (mlad moški) in njegova mati med obiskom Meta v The Goldfinch, romanu Donne Tartt iz leta 2013.
Lekcija anatomije Nine Siegal iz leta 2014 je fikcionalizirana pripoved o ustvarjanju slike in njenem ozadju, ki temelji na šestih letih zgodovinskih raziskav in arhivskih dokumentov o življenju Arisa Kindta.
Predstavljen v 14. epizodi korejske drame Hush (2020).
Predstavljen v ameriški grozljivki False Positive (2021).
Medicinski center amsterdamske univerze dr. Nicoleasa Tulpa gosti letno lekcijo anatomije v čast. Med prejšnjimi govorniki je Anthony Fauci.
Anatom Gunther von Hagens v javnosti vedno nosi črno fedoro, tudi ko opravlja obdukcije, v poklon klobuku dr. Tulpa na sliki.